# Gerrit Hohendorf
Gerrit Hohendorf (geboren 9. Februar 1963 in Kiel; gestorben 12. Juli 2021) war ein deutscher Psychiater und Medizinhistoriker. 

## Leben
Gerrit Hohendorf studierte Medizin und evangelische Theologie in Bonn und Heidelberg. Von 1993 bis 2002 machte er eine Ausbildung zum Facharzt für Psychiatrie und Psychotherapie an der Psychiatrischen Universitätsklinik Heidelberg und wurde 1996 mit einer Dissertation über Felix Deutsch promoviert. Hohendorf arbeitete ab 2008 am Institut für Geschichte und Ethik der Medizin der Technischen Universität München (TUM) und wurde stellvertretender Institutsleiter.
Hohendorf forschte und publizierte zu den Krankenmorden in der Zeit des Nationalsozialismus, zur Aktion T4, zur Kinder-Euthanasie und zu der Verdrängung der Verbrechen in der Bundesrepublik. Er engagierte sich für den Gedenkort an der Berliner Philharmonie und arbeitete 2018 mit am Gedenkbuch für die Münchner Euthanasieopfer. 2013 erschien seine Habilitationsschrift zur Geschichte der Sterbehilfe in Deutschland. Hohendorf war zuletzt an einem internationalen Kooperationsprojekt zur Hirnforschung an Instituten der Kaiser-Wilhelm-Gesellschaft in der Zeit des Nationalsozialismus beteiligt.
Hohendorf starb nach über einjähriger Krankheit im Juli 2021 im Alter von 58 Jahren; er hinterließ Frau und Kinder.

## Schriften (Auswahl)
- Gerrit Hohendorf, Achim Magull-Seltenreich (Hrsg.): Von der Heilkunde zur Massentötung : Medizin im Nationalsozialismus. Heidelberg : Das Wunderhorn, 1990
- Christoph Mundt, Gerrit Hohendorf, Maike Rotzoll: Psychiatrische Forschung und NS-„Euthanasie“. Beiträge zu einer Gedenkveranstaltung an der Psychiatrischen Universitätsklinik Heidelberg. Das Wunderhorn, Heidelberg 2001, ISBN 3-88423-165-0
- Die Psychosomatische Theoriebildung bei Felix Deutsch (1884–1964). Ein Beitrag zur Geschichte der Psychoanalyse des Körpers. Husum : Matthiesen, 2004, ISBN 3-7868-4099-7
- Annette Hinz-Wessels, Petra Fuchs, Gerrit Hohendorf und Maike Rotzoll: Zur bürokratischen Abwicklung eines Massenmords. Die „Euthanasie“-Aktion im Spiegel neuer Dokumente. in: Vierteljahrshefte für Zeitgeschichte 1/2005, S. 79–107
- Petra Fuchs, Maike Rotzoll, Ulrich Müller, Paul Richter, Gerrit Hohendorf (Hrsg.): „Das Vergessen der Vernichtung ist Teil der Vernichtung selbst“. Lebensgeschichten von Opfern der nationalsozialistischen „Euthanasie“, Wallstein, Göttingen 2007, ISBN 978-3-8353-0146-7
- Maike Rotzoll, Gerrit Hohendorf: Zwischen Tabu und Reformimpuls. Der Umgang mit der nationalsozialistischen Vergangenheit in der Heidelberger Psychiatrischen Universitätsklinik nach 1945. In: Sigrid Oehler-Klein (Hrsg.): Vergangenheitspolitik in der universitären Medizin nach 1945. Franz Steiner Verlag, Stuttgart, 2007. ISBN 978-3-515-09015-5
- Juliane C Wilmanns, Dietrich von Engelhardt, Gerrit Hohendorf (Hrsg.): Im Kampf gegen die Cholera. Der jüdische Arzt Martin Hahn (1865–1934) als Forschungsreisender in Russland. Lit, Münster 2012.
- Der Tod als Erlösung vom Leiden : Geschichte und Ethik der Sterbehilfe seit dem Ende des 19. Jahrhunderts in Deutschland. Göttingen : Wallstein, 2013
- Robert Spaemann, Gerrit Hohendorf, Fuat S. Oduncu: Vom guten Sterben : warum es keinen assistierten Tod geben darf. Freiburg : Herder, 2015
- Michael von Cranach, Annette Eberle, Gerrit Hohendorf, Sibylle von Tiedemann (Hrsg.): Gedenkbuch für die Münchner Opfer der nationalsozialistischen "Euthanasie"-Morde. Göttingen: Wallstein, 2018